# Madalaine
Madalaine è una canzone del gruppo musicale statunitense Winger, estratta come primo singolo dal loro album di debutto Winger nel maggio del 1988. Ha raggiunto la posizione numero 27 della Mainstream Rock Songs negli Stati Uniti.
Secondo quanto riportato da Kip Winger, è stata una delle prime quattro canzoni che lui e il suo compagno di band Reb Beach hanno scritto assieme, sulla base di una manciata di riff che Beach aveva composto qualche anno prima. Kip assemblò per bene le idee partorite dal chitarrista, permettendo al brano di essere completato.

## Tracce
7" Single A|B Atlantic 7-89041
1. Madalaine – 3:44
2. Madalaine (versione radiofonica) – 3:25

## Classifiche
| Classifica (1988)             | Posizione massima |
| ----------------------------- | ----------------- |
| Stati Uniti (mainstream rock) | 27                |